# Ovobathysciola
Ovobathysciola es un género de escarabajos de la familia Leiodidae.

## Especies
Se reconocen las siguientes:
- Ovobathysciola castrimedusae
- Ovobathysciola deleddae
- Ovobathysciola gestroi
- Ovobathysciola grafittii
- Ovobathysciola magrinii
- Ovobathysciola majori
- Ovobathysciola paeoniae
- Ovobathysciola supramontana